# Штипаљка за нос
Штипаљка за нос је уређај дизајниран да држи ноздрве затвореним како би се спречио улазак воде или излазак ваздуха код људи током водених активности као што су кајакаштво, роњење на дах,пливање, синхроно пливање и водени плес.
Штипаљка за нос је генерално направљена од пластике или еластичне жице обложене гумом или пластиком. Штипаљке за нос могу такође имати дугачку траку за држање штипаљке око врата док се не користи или канап за причвршћивање штипаљке за нос на наочаре или кацигу за кајакарење.

## Примена у медицини
Током спирометрије нос се испитаника се поставља штипаљка за нос, како би се затворили носни канали и спречио излазак ваздуха ван усисника и апарата.
Иакоо се штипаљка за нос масовно корсити тренутно не постоји консензус међу објављеним смерницама о томе да ли су штипаљке за нос потребне током спирометријског тестирања. 
Истраживања су показала да употреба штипаљки за нос током спирометрије не утиче систематски на добијене резултате или поновљивост унутар субјекта. Док изражене индивидуалне разлике истичу важност одржавања доследности у методи њихове примене усвојеној за одређеног пацијента.